# Zwangsimpuls
Zwangsimpulse (auch Zwangsantriebe)  sind sich immer wieder aufdrängende Gedanken, bestimmte Handlungen auszuführen. Die Nichtausführung eines Zwangsimpulses hat (Zwangs)-Angst zur Folge. In der Regel treten sie im Rahmen einer Zwangsstörung auf.

## Vorkommen (Epidemiologie)
Zwangsstörungen, in deren Rahmen Zwangsimpulse meist auftreten, sind mit einer 12-Monats-Prävalenz von 3,6 % häufig.
Symptome einer Zwangsstörung jedoch, wie das Kontrollieren von Elektrogeräten vor dem Verlassen der Wohnung, sind häufig. Sie haben keinen Krankheitswert, solange die Symptome nicht die Oberhand gewinnen und in den Alltag der Patienten eingreifen. „Auch Zwangshandlungen kommen schon bei Gesunden vor (z. B. in Form des Zählzwanges, […], des Haare-Zurechtstreichens, des Auftretens oder Nicht-Auftretens auf den Spalt im Randstein)“ (Eugen Bleuler, 1975).

## Ursache (Ätiologie)
Zwangsimpulse können im Rahmen der Zwangsstörung als Zusammenspiel zwischen (epi)genetischen, hirnstrukturellen, hirnfunktionellen und neurochemischen Prozessen verstanden werden, die durch psychologische Prozesse und Umweltfaktoren beeinflusst werden können. Verwandte von Patienten mit Zwangsstörungen haben ein ca. sechsfach höheres Risiko, an einer Zwangsstörung zu erkranken.
Oft besteht eine primäre Zwangsstimmung inhaltloser, angstvoller Unsicherheit, die sekundär ihre Inhalte findet.

## Beschreibung
Die Handlungsimpulse drängen sich immer wieder, meist gegen inneren Widerstand auf. Sie lassen sich nicht oder nur schwer unterdrücken. Der Patient erlebt sie als unsinnig, belastend oder quälend. Oftmals haben sie aggressive oder sexuelle Inhalte. Die entsprechenden Handlungen werden aber (fast) nie ausgeführt. Die Impulse können jedoch sehr belasten und sehr viel Kraft zur Abwehr der sich aufdrängenden Impulse verbrauchen. Sie können auch harmlos sein, z. B. einen Stuhl an eine bestimmte Ecke zu rücken.
Im Gegensatz zu den psychotischen Störungen werden die Impulse nicht als von außen kommend oder von anderen eingegeben erlebt, sondern als eigene Gedanken.
Zwangsantriebe entstehen oft als Gegenimpuls gegen eine Situation (z. B. gotteslästerliche Gedanken in der Kirche). Es gibt auch innere Zwangsfragen („Wer bin ich?“, „Warum steht der Baum da?“).
„Kommt es nicht zur Handlung, sondern wird diese fremde Triebregung besiegt, so spricht man von Zwangsantrieb. Es ist durchaus gewöhnlich, dass die von solchen Phänomenen befallenen Individuen harmlosen Zwangsantrieben (z.B. Stühle verschieben, beschwörende Worte aussprechen) Folge leisten, dagegen verbrecherischen, z.B. zum Mord eines Kindes oder selbstmörderischen (z.B. Drang, sich in einen Abgrund zu stürzen) Antrieben sich erfolgreich widersetzen“ (Karl Jaspers, 1946).

## Beispiele
„Ich würde es natürlich nie tun, aber mich quält immer wieder der Gedanke, mein Baby aus dem Fenster zu werfen“.
„Immer wieder habe ich den unsinnigen Gedanken, dass ich auf den Marktplatz gehe und obszöne Worte rausschreie“.

## Diagnose
Sie erfolgt im Rahmen der psychiatrischen Untersuchung. Beispielfrage: „Verspüren sie immer wieder den Drang, bestimmte Dinge tun zu müssen (z. B. andere zu beleidigen, andere zu verletzen) und fürchten Sie sich davor, dies einmal tatsächlich zu tun?“

## Abgrenzung (Differentialdiagnose)
Auch Zwangsgedanken drängen sich wiederholt, und meist gegen inneren Widerstand auf. Sie sind jedoch nicht Handlungen vorangestellt.
Zwangshandlungen sind reell ausgeführte Handlungen (denen jedoch oft ein Zwangsimpuls vorausgeht).
Sinnestäuschungen (Halluzinationen) drängen sich ebenfalls auf, werden aber von Patienten gehört, gesehen, gespürt etc. Bei Gedankenlautwerden hört die Patient die eigenen Gedanken laut.
Bei Grübeln sind oft Sorgen die Ursache von sich im Kreis drehenden Gedanken.

## Behandlung
Diese erfolgt im Rahmen der Grundkrankheit, meist einer Zwangsstörung. An erster Stelle stehen kognitive Verhaltenstherapie und Psychopharmakotherapie (oder beides in Kombination).